# Sárgabóbitás hegyicsiröge
A sárgabóbitás hegyicsiröge (Macroagelaius imthurni) a madarak osztályának verébalakúak (Passeriformes) rendjébe, azon belül a csirögefélék (Icteridae) családjába tartozó faj.
Magyar neve forrással nincs megerősítve.

## Rendszerezése
A fajt Philip Lutley Sclater angol ornitológus írta le 1881-ben, az Agelaeus nembe Agelaeus imthurni néven.

## Előfordulása
Dél-Amerika északi részén, Brazília, Guyana és Venezuela területén honos. A természetes élőhelye szubtrópusi és trópusi hegyi erdők. Állandó, nem vonuló faj.

## Megjelenése
Testhossza 25-28 centiméter, testtömege 71,7-87,3 gramm.

## Életmódja
Ízeltlábúakkal táplálkozik, de fogyaszt kisebb gerinceseket és gyümölcsöket is.